# Tony Garea
Anthony Garcia,  mais conhecido pelo seu ring name Tony Garea (Auckland, 20 de setembro de 1946), é um ex-lutador de wrestling profissional neo-zelândes. Garea lutou na National Wrestling Alliance (NWA) e na World Wrestling Federation (WWF), dedicando trinta e dois anos da sua carreira a ela. Após a sua retirada do ringue, ele começou a trabalhar na WWE como agente livre.

## Títulos e prêmios
- NWA San Francisco
  - NWA World Tag Team Championship (San Francisco version) (1 vez) - com Pat Patterson
- Pro Wrestling Illustrated
  - PWI Rookie of the Year (1973) com Bob Orton, Jr.
- World Wide Wrestling Federation / World Wrestling Federation
  - WWWF/WWF World Tag Team Championship (5 vezes) - com Haystacks Calhoun (1), Dean Ho (1), Larry Zbyszko (1) e Rick Martel (2)